# Hygrophila pinnatifida
Hygrophila pinnatifida är en akantusväxtart som först beskrevs av Dalz., och fick sitt nu gällande namn av Sreemadh.. Hygrophila pinnatifida ingår i släktet Hygrophila och familjen akantusväxter. Inga underarter finns listade i Catalogue of Life.